# ボルネオヤマネコ
ボルネオヤマネコ（Catopuma badia）は、食肉類ネコ科Catopuma属に分類される食肉類。

## 分布
インドネシア・マレーシア（ボルネオ島）
模式産地はサラワク州（マレーシア）。

## 形態
体長50 - 67センチメートル。尾長32 - 40センチメートル。体重3 - 4キログラム。頸部の体毛は逆向きに生える。毛衣は赤褐色で、腹面は淡色。頭部には3本の縞模様が入る。胸部や腹面、四肢には不明瞭な斑点が入る。尾の毛衣は先端寄りでは白くなり、黒い斑紋が入る。
耳介外側の毛衣は黒いが、白い斑紋（虎耳状斑）が入らない。

## 分類
1855 - 1992年までの間に9匹しか捕獲例がない。
本種のみでBadiofelis属を構成する説もあった。ネコ科内では初期に分岐した系統として、Pardofelis属に含める説もあった。一方でPardofelis属のマーブルキャットのように頭骨の形状や長い尾・柔軟性のある四肢の関節など樹上棲に特化した形態とは異なることから、本種とアジアゴールデンキャットでCatopuma属を構成する説もある。

## 生態
標高900メートル周辺にある森林やその林縁にある岩場に生息する。標高1,800メートルで不確実な発見例がある。
食性は動物食で、小型哺乳類や鳥類などを食べる。

## 人間との関係
森林伐採による生息地の破壊などにより生息数は減少している。1977年にネコ科単位でワシントン条約附属書IIに掲載されている。インドネシアとマレーシアでは法的に保護の対象とされている。